# Alizarin 2-b-glukoziltransferaza
Alizarin 2-b-glukoziltransferaza (EC 2.4.1.103, uridin difosfoglukoza-alizarin glukoziltransferaza) je enzim sa sistematskim imenom UDP-glukoza:1,2-dihidroksi-9,10-antrahinon 2-O-beta-D-glukoziltransferaza. Ovaj enzim katalizuje sledeću hemijsku reakciju
UDP-glukoza + 1,2-dihidroksi-9,10-antrahinon {\displaystyle \rightleftharpoons } UDP + 1-hidroksi-2-(beta-D-glukoziloksi)-9,10-antrahinon
Ovaj enzim deluje na druge hidroksi- i dihidroksi-derivate 9,10-antrahinona.

## Literatura
- Nicholas C. Price; Lewis Stevens (1999). Fundamentals of Enzymology: The Cell and Molecular Biology of Catalytic Proteins (Third изд.). USA: Oxford University Press. ISBN 019850229X.
- Eric J. Toone (2006). Advances in Enzymology and Related Areas of Molecular Biology, Protein Evolution (Volume 75 изд.). Wiley-Interscience. ISBN 0471205036.
- Branden C; Tooze J. Introduction to Protein Structure. New York, NY: Garland Publishing. ISBN 0-8153-2305-0.
- Irwin H. Segel. Enzyme Kinetics: Behavior and Analysis of Rapid Equilibrium and Steady-State Enzyme Systems (Book 44 изд.). Wiley Classics Library. ISBN 0471303097.

## Spoljašnje veze
- Alizarin+2-beta-glucosyltransferase на 